# VELO Volleybal
VELO Volleybal is een volleybalvereniging uit Wateringen en maakt deel uit van de omnisportvereniging SV VELO. Het eerste damesteam is in 2018 gepromoveerd naar de 3e divisie en heren 1 speelt 1e divisie.